# Yasushi Mizusaki
Yasushi Mizusaki (水崎 靖 Mizusaki Yasushi?,  nacido el 13 de junio de 1971 en Shizuoka) es un exfutbolista japonés. Jugaba de centrocampista y su último club fue el Cerezo Osaka de Japón.

## Trayectoria

### Clubes
| Club         | País  | Año         |
| ------------ | ----- | ----------- |
| Cerezo Osaka | Japón | 1994 - 1996 |